# Delegazione apostolica di Spoleto
La delegazione apostolica di Spoleto fu una suddivisione amministrativa dello Stato della Chiesa, istituita nel 1816 da papa Pio VII nel territorio dell'Umbria meridionale. Nella sua conformazione definitiva confinava a nord con le delegazioni di Perugia e Camerino, a est con la delegazione di Ascoli, a sud con la delegazione di Rieti e il Regno delle Due Sicilie e a ovest con la delegazione di Viterbo.
Era una delegazione di 2ª classe. In seguito alla riforma amministrativa di Pio IX il 22 novembre 1850 confluì nella Legazione dell'Umbria (III Legazione). Dopo l'Unità d'Italia, per effetto del decreto Pepoli (13 dicembre 1860), fu annessa alla provincia dell'Umbria.

## Cronotassi dei delegati apostolici
- Domenico De Simone (6 luglio 1815 - 17 febbraio 1816 nominato delegato apostolico di Perugia)
- Adriano Fieschi (1º novembre 1818 - 1º marzo 1823 nominato delegato apostolico di Perugia)
- Giovanni Serafini (1º aprile 1823 - 1º luglio 1824 dimesso)
- Luigi Amat di San Filippo e Sorso (1º luglio 1824 - 1º ottobre 1826 dimesso)
- Luigi Ciacchi (6 gennaio 1829 - 13 luglio 1830 nominato delegato apostolico di Macerata)